# Rebeldes de Ciudad Juárez
Los Rebeldes de Ciudad Juárez es el nombre auto-impuesto y con el que se conoce mediáticamente a un grupo de asesinos seriales mexicanos que estuvieron activos entre 1995 y 1996, en Ciudad Juárez, Chihuahua, México,- son responsables de varios feminicidios en esta ciudad.- El grupo era liderado por Sergio Armendáriz Díaz (n. 1980) y Juan Contreras Jurado, otros 3 miembros del grupo fueron sentenciados en 2005: Carlos Barriento Vidales, Gerardo Fernández Molina y Romel Omar Ceniceros García.
Fueron condenados por 8 asesinatos, pero se sospecha su número de víctimas asciende a entre 10 y 14. Según declaraciones de los propios detenidos, ellos trabajaban como asesinos a sueldo para Abdel Latif Sharif, condenado por un feminicidio. Está versión no se comprobó.

## Crímenes
El 7 de abril de 1996, fue encontrado el torso de una mujer, en un lote baldío en las afueras de la ciudad,- en el predio llamado Lomas de Poleo, también se encontraron varias osamentas pertenecientes a otras víctimas en ese mismo sitio.- El torso pertenecía a Rosario García Leal, una joven de 17 años trabajadora de una maquiladora de Phillips,- desaparecida el 7 de diciembre de 1995;- presuntamente habría muerto por una contusión craneoencefálica, en vida habría sido violada y torturada, los restos presentaban cortes por arma punzo-cortante y dentro de la vagina se encontró esperma. En la ropa de la víctima se había marcado la letra "R" con rasgaduras, también se encontró una tarjeta de presentación de una persona llamada "Héctor".
Se desconoce el día exacto de la muerte de Rosario García, pero se cree que esto pudo haber pasado en algún punto en febrero de 1996, su asesinato fue atípico dado que la mantuvieron viva por un lapso relativamente largo de tiempo, cosa que no había ocurrido en algún otro caso.
Posterior a su detención los 5 hombres ya mencionados confesaron haber asesinado a 8 mujeres,   aunque después se retractaron y alegaron haber sido víctimas de tortura por parte de la policía para declararse culpables. Erika Fierro, una mujer miembro de la banda que se llegó a relacionar con los homicidios pero no se le pudo imputar responsabilidades, declararía que en cierta ocasión Arméndariz Díaz le dijo que quería que le presentara una amiga suya, a la cual ella solo se refirió como "Mausy": 
```

```

"... Ella no quería hablar con él. Pero yo insistí y ella fue. Después no la volví a ver. Yo sabía que él iba a matarla, pero no podía hacer otra cosa porque él había amenazado con matarme..." (Fierro, Erika; 1996)

## Aprehensión
El 8 de abril de 1996, es detenido Héctor Olivares Villalba, él era miembro de la pandilla local autonombrada "Los Rebeldes", confesó haber participado en el secuestro de Rosario García perpetrado, el 7 de diciembre de 1995, y su posterior asesinato por varios miembros de la banda incluido  su líder Sergio Arméndariz alías "El Diablo".
Ese mismo año, son arrestados 10 miembros de la padilla; aparte de los condenados fueron aprendidos: Carlos Hernández Molina Mariscal, Héctor Olivares Olivares, Romel Ceniceros García, Erika Fierro y Fernando Gremes Aguirre. Estos últimos finalmente fueron liberados al no encontrarse pruebas de su responsabilidad en los secuestros, violaciones y asesinatos.